# Uciekinier (powieść)
Uciekinier (ang. The Running Man) – powieść fantastycznonaukowa Stephena Kinga z 1979. Wydana została pod pseudonimem Richard Bachman. 
W Polsce ukazała się w 1992 roku (Wydawnictwo CIA-Books) oraz w 1999 (Prószyński i S-ka).
W 1987 pojawiła się ekranizacja powieści – film Uciekinier w reżyserii Paula Michaela Glasera; główną rolę zagrał Arnold Schwarzenegger.

## Zarys fabuły
Historia dzieje się w USA w roku 2025, kiedy to etatyzm i telewizyjne programy rozrywkowe wymknęły się spod kontroli. Panują olbrzymie różnice pomiędzy elitą a niższą warstwą społeczną - obie grupy społeczne mają oddzielne waluty. Bohaterem powieści jest Ben Richards; jego 18-miesięczna córeczka ma zapalenie płuc, a ojca nie stać na lekarstwo. W akcie desperacji Richards zgłasza się do stacji telewizyjnej Free-Vee, teleturnieju, który ma na celu dostarczać widzom rozrywkę polegającą na oglądaniu śmierci innych ludzi w trakcie gier. Ma w swej ofercie takie teleturnieje jak: Treadmill to Bucks (treadmill to drewniany bal zanurzony w wodzie, na którym trzeba się utrzymać), w którym mogą brać udział jedynie osoby zagrożone zawałem serca. Drugi show to "Przepłyń obok krokodyli" - nazwa dokładnie oddaje zadanie stojące przed zawodnikiem. Ben Richards po serii dokładnych testów, zarówno fizycznych jak i psychologicznych dostał się do "Uciekiniera" - tu wygrana jest najwyższa, zwycięstwo to życie w luksusie, porażka to śmierć. Jak mówi producent teleturnieju Richardsowi, w ciągu sześciu lat nikt nie przeżył dłużej niż tydzień.